# Ponticocytheres ichthyoderma
Ponticocytheres ichthyoderma is een mosselkreeftjessoort. De wetenschappelijke naam van de soort is voor het eerst geldig gepubliceerd in 1890 door Brady.